# Estadio Central (Aktobe)

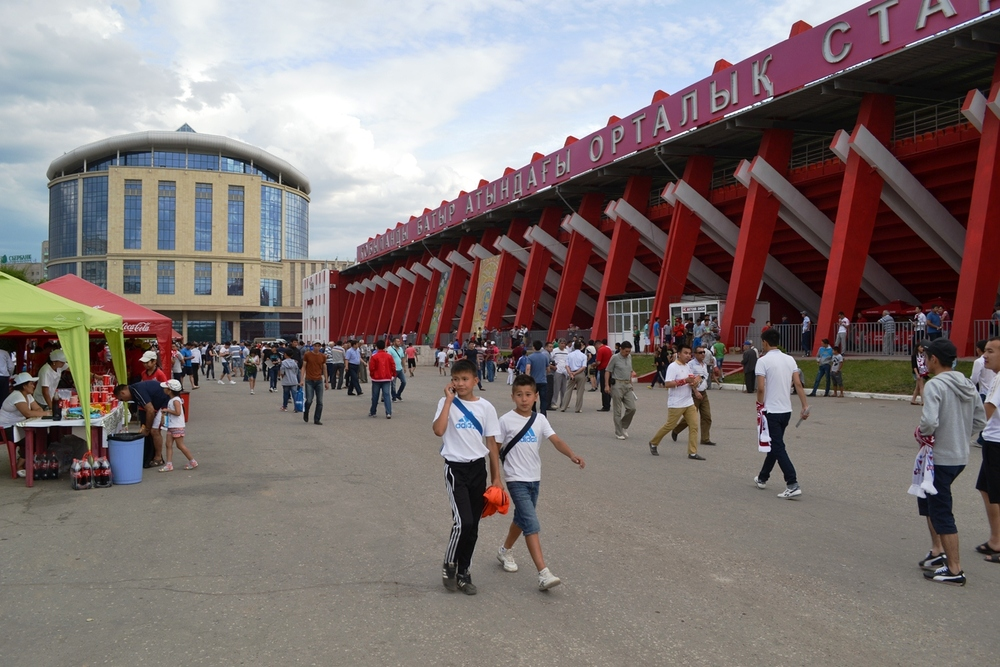
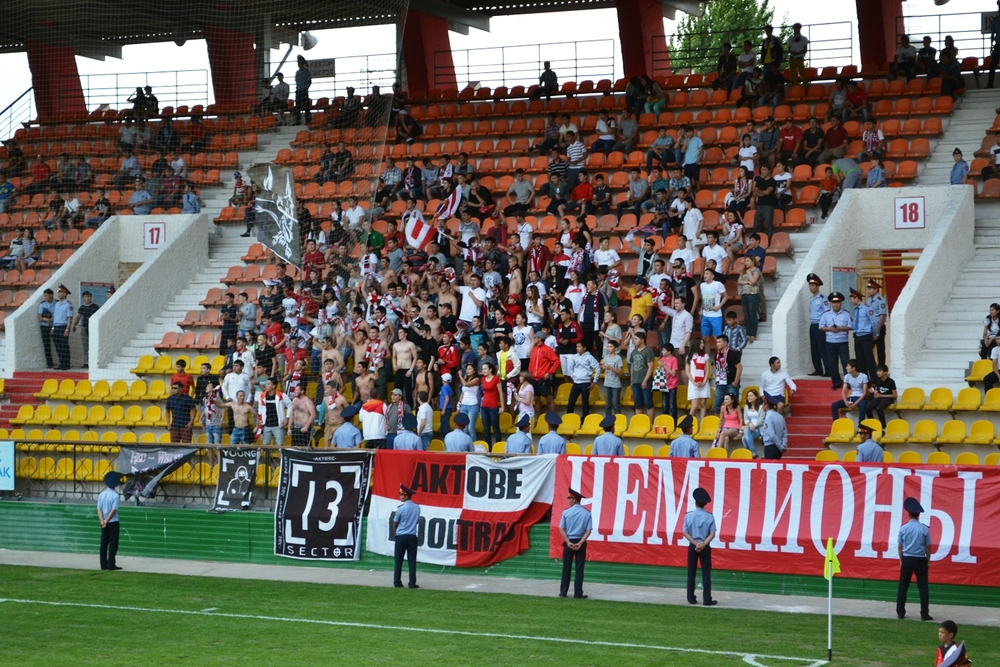

El Estadio Central de Aktobe (en ruso: Центральный стадион Актюбинск) es un estadio de fútbol de la ciudad de Aktobe, Kazajistán. Es el estadio del FC Aktobe, club que milita en la Liga Premier de Kazajistán.
El estadio fue inaugurado en 1975 y posee actualmente una capacidad para 13 600 personas. El recinto fue sometido a sucesivas remodelaciones los años 2000 y 2006 con miras a cumplir con las normas de la UEFA para albergar partidos internacionales. Se instalaron asientos de plástico individuales y techo que cubre todas las aposentadurias, nuevos vestuarios, salas de prensa, iluminación artificial y pantalla con sistema LED. Nuevo césped bajo el cual se instaló sistema de calefacción con anticongelante.